# 主よ、何処へ行かれるのですか (カラッチの絵画)
『主よ、何処へ行かれるのですか』（しゅよ、どこへいかれるのですか、伊: Domine, quo vadis?、英: Domine, quo vadis?）は、イタリアのバロック絵画の巨匠アンニーバレ・カラッチ (1560–1609年) が1602年にキャンバス上に油彩で制作した絵画である。アンニーバレはボローニャ派と呼ばれるイタリアのバロック絵画の一派の創設者であったが、この絵画は画家の最もよく知られたものの1つである。作品は、聖ペテロを記念して教皇クレメンス8世、またはピエトロ・アルドブランディーニ枢機卿により委嘱され、1603年にアルドブランディーニ・コレクションにあったことが記録されている。作品は現在、ロンドンのナショナル・ギャラリーに所蔵されており、ナショナル・ギャラリーで、『アッピア街道で聖ペテロに現れるキリスト』（アッピアかいどうでせいペテロにあらわれるキリスト、英: Christ appearing to Saint Peter on the Appian Way）という題名が与えられている。

## 主題

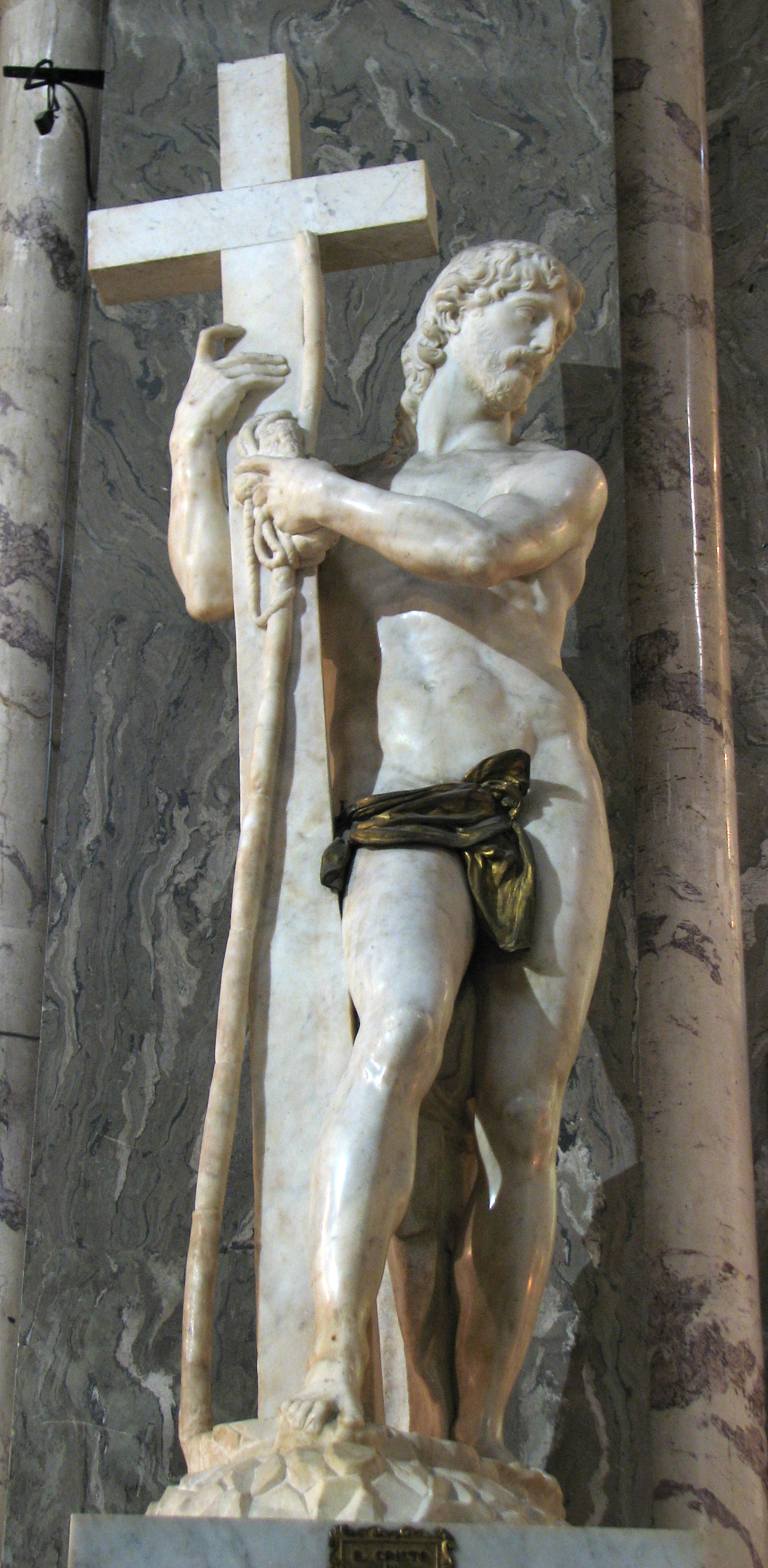
ミケランジェロ『復活したキリスト』 (1521年) 、サンタ・マリア・ソプラ・ミネルヴァ聖堂

『新約聖書』外典の1つ、ペテロ言行録にある場面を表しており、美術において稀な「クォ・ヴァディス (Quo vadis)」 (何処へ行かれるのですか) を主題としている。ローマ皇帝ネロのキリスト教迫害時代に、ペテロが磔刑を避けるためにローマから逃げていると、十字架を担うイエス・キリストに出会うという場面が描かれている。ペテロがキリストに「Quo vadis? (主よ、何処へ行かれるのですか)」とラテン語で尋ねると、キリストは「Romam vado iterum crucifigi (再び十字架に架けられるためにローマへ行くところだ」と答える。ペテロは、この幻視を見た後、ローマへと戻る。
ペテロのキリストととの出会いは、キリストの受難と磔刑に際し、3回キリストを知らないと述べたペテロの否認を想起させるものである。ペテロは、危機に際してキリストと教会を放棄することにより、自身が今や同じ過ちを再び繰り返す途上にあることに気づく。 ペテロはキリストとの出会いが意味することを理解し、振り返って、殉教に直面すべくローマへの道を戻っていくのである。

## 作品
作品には2つの異なる様式が融合しており、バロック絵画に典型的な主題の取り上げ方を示している。色彩はヴェネツィア派の豊潤なものの影響を受けている一方、人物像は記念碑性を備えている。この新しい様式は、アンニーバレの作品にミケランジェロとラファエロの作品に見られる古典主義の精神を回復しようとするものであり、画家が新たな重要な制作段階に入った時期のものである。以前のアンニーバレは、実在のモデルから多く描いていた。『主よ、何処へ行かれるのですか』では、画家はキリストを筋肉質の運動選手のように描いており、サンタ・マリア・ソプラ・ミネルヴァ聖堂にあるミケランジェロの『復活したキリスト』を想起させる。ペテロとすれ違うキリストは肩の上に容易に十字架を担い、劇的な身振りで画面前景から突き出ている。この新たな時期は劇的な感覚を帯び、強調された動きと「大いなる尊厳性を備えた人物像」へと向かう方向性を持つ。
ペテロの左足は本来の位置のままであるが、彼の身体の残りの部分は制作途中で変更された。アンニーバレは、キリストと出会うペテロの恐怖と畏敬の入り混じった感情的衝撃を示すために彼の姿を画面右端に寄せたのである。人物像の尺度は、彼らが画面から抜け出てくるような印象を与えるために画面前景により近づけ、大きくされている。キリストの手も画面の外を指しており、十字架の先も画面から飛び出している。鑑賞者はペテロとともにアッピア街道にいるというより、キリストに出会うペテロ自身になる。
光は後景と前景から二重に射しているが、空、木、野原、古典古代に言及した神殿や柱、深紅と白、金と青の衣服、ペテロのアトリビュート (人物を特定す事物) である天国への鍵、若い肌と老いた肌、栗色の髪と白髪などはすべて同じ太陽に暖められているようである。